# Voetbalkampioenschap van Fulda 1910/11
In 1910/11 werd het eerste en enige voetbalkampioenschap van Fulda gespeeld, dat georganiseerd werd door de West-Duitse voetbalbond. 
De competitie was een afsplitsing van de Hessische competitie, maar na dit seizoen werden de clubs uit Fulda opnieuw in deze competitie opgenomen.
Borussia Fulda werd kampioen en plaatste zich voor de West-Duitse eindronde. De club versloeg FC Jahn Siegen en verloor danv van FC Olympia Osnabrück. 

## A-Klasse
| Plaats | Club                    | Wed. | W | G | V | Saldo | Ptn. |
| ------ | ----------------------- | ---- | - | - | - | ----- | ---- |
| 1.     | 1. FC Borussia 04 Fulda | 4    | 4 | 0 | 0 | 20:1  | 8:0  |
| 2.     | FC Viktoria Fulda       | 4    | 2 | 0 | 2 | 9:18  | 4:4  |
| 3.     | FV Fuldaer Kickers      | 4    | 0 | 0 | 4 | 3:13  | 0:8  |

|  | Kampioen   |
|  | Degradatie |